# Korene Hinds
Pour les articles homonymes, voir Hinds.
Korene Hinds, née le 18 janvier 1976, est une athlète jamaïquaine, spécialiste 3 000 m steeple.

## Palmarès

### Championnats du monde d'athlétisme
- Championnats du monde d'athlétisme de 2005 à Helsinki ( Finlande)
  - 4e sur 3 000 m steeple
- Championnats du monde d'athlétisme de 2007 à Osaka ( Japon) 
  - éliminée en série sur 3 000 m steeple

## Sources
- (en) Cet article est partiellement ou en totalité issu de l’article de Wikipédia en anglais intitulé « Korene Hinds » (voir la liste des auteurs).